# Józef Dionizy Ludwik Padilla Gómez
Józef Dionizy Ludwik Padilla Gómez, hiszp. José Dionisio Luis Padilla Gómez  (ur. 9 grudnia 1899 w Guadalajarze w Meksyku, zm. 1 kwietnia 1927 tamże) – współzałożyciel  Katolickiego Stowarzyszenia Młodych Meksykanów (hiszp. Asociación Católica de la Juventud Mexicana), działacz  Narodowej Ligi Obrony Wolności Religijnej, błogosławiony Kościoła rzymskokatolickiego.

## Życiorys
Jego rodzicami byli Denis i Mercedes Gómez Padilla. W dniu 24 września 1908 roku przystąpił do pierwszej Komunii Świętej. W listopadzie 1915 roku wstąpił w rodzinnym mieście do seminarium duchownego św. Józefa (katolickie apostolstwo świeckich). 17 lipca 1916 dołączył jako członek założyciel do Katolickiego Stowarzyszenia Młodych Meksykanów (ACJM).
Został zamordowany 1 kwietnia 1927 roku.
Beatyfikował go Benedykt XVI w dniu 20 listopada 2005 roku w grupie trzynastu męczenników meksykańskich.